# Oko (film, 2008)
Oko (izviren angleški naslov: The Eye) je ameriška nadnaravna grozljivka iz leta 2008, delo režiserjev Davida Moreauja in Xavierja Paluda ter scenarista Sebastiana Gutierreza. V filmu igrajo Jessica Alba, Parker Posey, Alessandro Nivola in Rade Šerbedžija. Gre za remake istoimenskega filma bratov Pang iz leta 2002.

## Vsebina
Sydney Wells je uspešna klasična violinistka iz Los Angelesa, ki je oslepela pri starosti petih let zaradi nesreče s petardami. Petnajst let kasneje Sydney pristane na presaditev roženice, zaradi česar se njen vid vrne, vendar je najprej malo zamegljen. Sčasoma se ji vid zjasni, vendar pa tudi začenja doživljati zastrašujoče vizije, predvsem o ognju in umirajočih ljudeh. Prav tako vidi ljudi, ki so že mrtvi. Sydney poskuša razkriti skrivnost vizij in tudi prepričati druge, predvsem svojega vizualnega terapevta Paula Faulknerja, ki ji pomaga pri iskanju. Sydney se zave, da se ji ne meša.
S Paulovim spremstvom odpotuje v Mehiko, kjer je bila živela njena donatorka roženice Ana Cristina Martinez. Anina mama ji pove, da so vizije ognja in smrti posledica industrijske nesreče, ki jo je napovedala Ana, a se je nato obesila, ker je ni mogla preprečiti. Sydney odpusti Aninemu duhu, ki nato mirno odide. Ko Sydney in Paul potujeta domov, se ujameta v prometni zastoj, ki ga je povzročila policijska akcija na drugi strani meje. Takrat opazi deklico iz svoje vizije v sosednjem avtu in se zave, da je že od začetka njena vizija namenjena temu, da reši ljudi, ki bi umrli v prihajajoči nesreči.
Sydney tako začne spravljati ljudi z avtoceste. S Paulom prepričata vse, naj zapustijo svoje avtomobile in bližnji avtobus, tako, da jim rečeta, da je v avtobusu bomba. Takrat pa se voznik, ki ga lovi policija, požene skozi barikade na meji in se zaleti v tanker, pri čemer se vname bencin. Sydney opazi deklico, ujeto v avtu, medtem ko njena mati leži nezavestna na tleh. Paul odpre okno in spravi deklico ven, nato pa jo s Sydney spravita skupaj z njeno mamo na varno, tik preden tanker povzroči verižno eksplozijo. Sydney takrat ponovno oslepijo leteči stekleni drobci.
Po okrevanju v bolnišnici se Sydney vrne v Los Angeles, kjer nadaljuje kot slepa violinistka z bolj optimističnim pogledom na svoje stanje.

## Igralci
- Jessica Alba kot Sydney Wells
- Parker Posey kot Helen Wells
- Alessandro Nivola kot Paul Faulkner
- Rade Šerbedžija kot Simon McCullough
- Obba Babatundé kot dr. Hawkins
- Tamlyn Tomita kot gospodična Cheung
- Fernanda Romero kot Ana Cristina Martinez
- Rachel Ticotin kot Rosa Martinez
- Chloë Grace Moretz kot Alicia Milstone